# Pachira duckei
Pachira duckei är en malvaväxtart som först beskrevs av André Georges Marie Walter Albert Robyns, och fick sitt nu gällande namn av J.L. Fernández-alonso. Pachira duckei ingår i släktet Pachira och familjen malvaväxter. Utöver nominatformen finns också underarten P. d. obtusifolia.